# 加藤国洋
加藤 国洋（加藤 國洋、かとう くにひろ、1946年（昭和21年）12月17日 - 2024年 (令和6年) 6月2日）は、日本の政治家。元山形県尾花沢市長（2期）、元山形県議会議員（3期）、元尾花沢市議会議員。

## 来歴
山形県尾花沢市出身。日本大学法学部法律学科卒業。1970年（昭和45年）4月、殖産相互銀行（現・きらやか銀行）に就職。1988年（昭和63年）9月、同行を退社。1989年（平成元年）4月、株式会社佐藤商会取締役に就任。
1991年（平成3年）7月、尾花沢市議会議員に就任。何期市議を務めたかは不明。
1999年（平成11年）4月の山形県議会議員選挙に初当選。計3期、県議を務めた。県議時代は自由民主党に所属した。
2010年（平成22年）7月25日に行われた尾花沢市長選挙に出馬し、前市議の菅原信博を破り初当選した（加藤：6,946票、菅原：6,087票）。8月12日、市長就任。2014年（平成26年）、再選。
2018年（平成30年）3月7日、健康上の理由により次期市長選（同年7月8日告示、15日投開票）に立候補せず、引退することを表明した。当該市長選においては元市議の菅根光雄を支援した。
2023年（令和5年）4月29日、春の叙勲において旭日小綬章を受章した。
2024年（令和6年）6月2日、肺がんのため山形市内の病院で死去。77歳没